# Edward Sąsiada
Edward Sąsiada (ur. 18 marca 1924 we Lwowie, zm. 23 lutego 1999 w Toruniu) – polski matematyk specjalizujący się w algebrze, w szczególności teorii pierścieni.

## Życiorys
W latach 1947–1952 studiował matematykę na Uniwersytecie Wrocławskim. Od 1952 w Zakładzie Algebry Instytutu Matematycznego Polskiej Akademii Nauk w Toruniu. W 1959 uzyskał doktorat na Uniwersytecie Wrocławskim na podstawie rozprawy O rozszczepialności grup mieszanych, dotyczącej problematyki grup abelowych - promotorem był Jerzy Łoś. Habilitację uzyskał w 1961 na podstawie rozprawy Pierścienie proste i radykalne w sensie Jacobsona. W 1962 otrzymał Nagrodę im. Stefana Banacha. Walne Zgromadzenie Polskiego Towarzystwa Matematycznego nadało mu w 1995 tytuł Honorowego Członka PTM za wybitne zasługi dla matematyki polskiej. Ponadto w 1995 Senat Uniwersytetu Mikołaja Kopernika w Toruniu przyznał Sąsiadzie „Medal za zasługi położone dla rozwoju uczelni” z okazji pięćdziesięciolecia UMK
Edward Sąsiada wypromował sześciu doktorów.
W 1960 Sąsiada podał jako pierwszy przykład prostego pierścienia łącznego bez jedynki, którego radykał Jacobsona jest nim całym (czyli tzw. prostego pierścienia radykalnego) - pierścień ten jest nazywany w literaturze matematycznej pierścieniem Sąsiady.